# Ahmed Ould Sid'Ahmed
Ahmed Ould Sid'Ahmed, född 11 augusti 1949, är en mauretansk politiker. Han var Mauretaniens utrikesminister 1998–2001 och 2005–2007.